# Municipio de Dawes
El municipio de Dawes (en inglés: Dawes Township) es un municipio ubicado en el condado de Thurston en el estado estadounidense de Nebraska. En el año 2010 tenía una población de 336 habitantes y una densidad poblacional de 2,46 personas por km².

## Geografía
El municipio de Dawes se encuentra ubicado en las coordenadas 42°3′15″N 96°28′20″O / 42.05417, -96.47222. Según la Oficina del Censo de los Estados Unidos, el municipio tiene una superficie total de 136.66 km², de la cual 136,36 km² corresponden a tierra firme y (0,22 %) 0,3 km² es agua.

## Demografía
Según el censo de 2010, había 336 personas residiendo en el municipio de Dawes. La densidad de población era de 2,46 hab./km². De los 336 habitantes, el municipio de Dawes estaba compuesto por el 85,12 % blancos, el 0,89 % eran afroamericanos, el 8,33 % eran amerindios, el 0,89 % eran de otras razas y el 4,76 % eran de una mezcla de razas. Del total de la población el 5,36 % eran hispanos o latinos de cualquier raza.